# Cursolo-Orasso
Cursolo-Orasso é uma comuna italiana da região do Piemonte, província do Verbano Cusio Ossola, com cerca de 119 habitantes. Estende-se por uma área de 20 km², tendo uma densidade populacional de 6 hab/km². Faz fronteira com Cavaglio-Spoccia, Cossogno, Gurro, Malesco, Miazzina, Re.

## Demografia
| Variação demográfica do município entre 1861 e 2011                               |
|                                                                                   |
| Fonte: Istituto Nazionale di Statistica (ISTAT) - Elaboração gráfica da Wikipedia |